# American Ephemeris and Nautical Almanac
American Ephemeris and Nautical Almanac és un almanac que es va publicar de 1855 a 1980, amb informació útil per a astrònoms, agrimensors i navegants. Es basà en la publicació britànica original, The Nautical Almanac and Astronomical Ephemeris , amb el qual es va fusionar per crear The Astronomical Almanac, publicada des de l'any 1981 fins a l'actualitat.

## Història
Autoritzat pel Congrés el 1849, l'Oficina d'Amèrica de l'Almanac Nàutic va ser fundada i adjuntada al Departament de la Marina.  American Ephemeris and Nautical Almanac va ser publicat per primera vegada el 1852, amb dades fins a l'any 1855. Les seves dades eren calculades inicialment per "calculadors humans", com Chauncey Wright i Joseph Winlock. Entre 1855 i 1881 tenia dues parts, la primera per al meridià de Greenwich contenia dades sobre la Sol, Lluna, distàncies lunars, Venus, Mart, Júpiter i Saturn, que va ser publicat per separat com  L'americà de l'Almanac Nàutic . La segona part conté les dades de la meridià de Washington en el Sol, la Lluna, els planetes, les estrelles principals, Eclipsis, ocultacions, i altres fenòmens. A partir de 1882, les dades de Mercuri, Urà, i Neptú, va ser afegit a la primera part, amb els eclipsis, ocultacions, i altres fenòmens que formen una tercera part independent. El 1916,  L'americà de l'Almanac Nàutic  deixat de ser una reimpressió de la primera part de les efemèrides d'Amèrica  i Almanac Nàutic , convertint-se en un volum separat, preparat per al navegador. El 1937, les efemèrides d'Amèrica  i Almanac Nàutic  va ser dividit en set parts, amb dades per al meridià de Washington va reduir substancialment, després va eliminar a partir de 1951. Dades per a la Plutó es va afegir el 1950.
A partir de 1960, totes les parts a excepció d'unes poques pàgines introductòries conjuntament calculat i compost per l'Oficina d'Amèrica de l'Almanac Nàutic i Nàutic de Sa Majestat Almanac Office, però publicat per separat dins de les American Ephemeris and Nautical Almanac  i les astronomical Ephemeris , un nou nom per al clàssic títol britànic L'almanac nàutic i efemèrides astronòmiques. A partir de 1981, el títol American Ephemeris and Nautical Almanac i el títol britànic  Efemèrides astronòmiques eren completament fusionada amb el títol individual  L'Almanac astronòmic.